# Peter Fieber
Peter Fieber (né le 16 mai 1964 à Bratislava à l'époque en Tchécoslovaquie et aujourd'hui en Slovaquie) est un joueur de football international slovaque (et international tchécoslovaque) qui évoluait au poste de défenseur, avant de devenir ensuite entraîneur.

## Biographie

### Carrière de joueur

#### Carrière en club
Peter Fieber joue en Tchécoslovaquie, en Belgique, en Slovaquie, et enfin en Allemagne.
Il dispute un total de 409 matchs en championnat, inscrivant 31 buts. Il joue notamment 70 matchs en première division belge, inscrivant deux buts, et 14 matchs en deuxième division allemande. Il inscrit 8 buts en première division slovaque lors de la saison 1993-1994, ce qui constitue sa meilleure performance.
Son palmarès est constitué d'une Coupe de Tchécoslovaquie, remportée en 1987 avec le DAC Dunajská Streda.
Au sein des compétitions européennes, il dispute cinq matchs en Coupe de l'UEFA, et quatre en Coupe des coupes.

#### Carrière en sélection
Avec la sélection tchécoslovaque des moins de 20 ans, il participe à la Coupe du monde des moins de 20 ans 1983 organisée au Mexique. Lors du mondial junior, il joue deux matchs : contre la Chine, et l'Argentine. 
Peter Fieber reçoit trois sélections en équipe de Tchécoslovaquie lors de l'année 1988, et une sélection en équipe de Slovaquie lors de l'année 1994.
Il joue son premier match avec l'équipe de Tchécoslovaquie le 20 septembre 1988, en amical contre l'Autriche (victoire 4-2 à Prague). Il joue ensuite le 18 octobre 1988, un match contre le Luxembourg rentrant dans le cadre des éliminatoires du mondial 1990 (victoire 0-2 à Esch-sur-Alzette). Il reçoit sa dernière sélection avec le Tchécoslovaquie le 4 novembre 1988, en amical contre la Norvège (victoire 3-2 à Bratislava).
Il joue son seul et unique match avec l'équipe de Slovaquie le 29 mai 1994, en amical contre la Russie (défaite 2-1 à Moscou).
Il participe avec l'équipe de Tchécoslovaquie à la Coupe du monde de 1990. Lors du mondial organisé en Italie, il ne joue aucun match. La Tchécoslovaquie atteint les quarts de finale de cette compétition, en étant battue par l'Allemagne, qui se verra sacrée championne du monde.

## Palmarès
DAC Dunajská Streda
- Coupe de Tchécoslovaquie :
  - Vainqueur : 1986-87.